# Symbol of Life
Symbol of Life deveti je studijski album britanskog gothic metal-sastava Paradise Lost. Album je 21. listopada 2002. godine objavila diskografska kuća Supersonic Records.

## O albumu
Symbol of Life označava odmak sastava od prethodnog klavijaturističkog stila te povratak žešćemu zvuku, no bez potpunog odbacivanja samih klavijatura. Ovo je posljednji album grupe na kojem je bubnjeve svirao Lee Morris. Dvije pjesme koje su bile napisane za album, "I Can Hate You" i "Deus", nikad nisu bile objavljene niti na jednoj inačici albuma već su bile objavljene isključivo na digipak verziji singla "Erased". Za prethodno navedeni singl sastav je snimio i glazbeni spot.
Na albumu su se pojavili mnogi gostujući pjevači, među ostalima Devin Townsend (na pjesmi "Two Worlds") i Lee Dorrian (na pjesmi "Erased"). 

## Popis pjesama
Tekstovi: Nick Holmes, glazba: Greg Mackintosh.
| 1.    | »Isolate«              | 3:44 |
| 2.    | »Erased«               | 3:32 |
| 3.    | »Two Worlds«           | 3:29 |
| 4.    | »Pray Nightfall«       | 4:11 |
| 5.    | »Primal«               | 4:23 |
| 6.    | »Perfect Mask«         | 3:46 |
| 7.    | »Mystify«              | 3:49 |
| 8.    | »No Celebration«       | 3:48 |
| 9.    | »Self-Obsessed«        | 3:07 |
| 10.   | »Symbol of Life«       | 3:56 |
| 11.   | »Channel for the Pain« | 3:53 |
| 41:38 |                        |      |

| Bonus pjesme s digipak inačice | Bonus pjesme s digipak inačice          | Bonus pjesme s digipak inačice | Bonus pjesme s digipak inačice | Bonus pjesme s digipak inačice | Bonus pjesme s digipak inačice | Bonus pjesme s digipak inačice | Bonus pjesme s digipak inačice | Bonus pjesme s digipak inačice | Bonus pjesme s digipak inačice |
| Br.                            | Skladba                                 | Trajanje                       |                                |                                |                                |                                |                                |                                |                                |
| ------------------------------ | --------------------------------------- | ------------------------------ | ------------------------------ | ------------------------------ | ------------------------------ | ------------------------------ | ------------------------------ | ------------------------------ | ------------------------------ |
| 12.                            | »Xavier« (obrada Dead Can Dancea)       | 6:07                           |                                |                                |                                |                                |                                |                                |                                |
| 13.                            | »Small Town Boy« (obrada Bronski Beata) | 5:18                           |                                |                                |                                |                                |                                |                                |                                |
| 53:03                          |                                         |                                |                                |                                |                                |                                |                                |                                |                                |

## Recenzije
Eduardo Rivadavia, glazbeni kritičar sa stranice AllMusic, dodijelio je albumu tri od pet zvjezdica te je komentirao: "Najbolje pjesme na albumu kao što su "Erased", "Perfect Mask" i prvi singl "Mistify" prikazuju vrlo avanturističke i većinom zadovoljavajuće kontraste između vrlo žestokih gitarističkih rifova oblikovanim prema akordima u molu te novijih elektroničkih elemenata koji su prisutni zadnjih godina. Suprotno, pjesme koje šeću zastrašujućim središnjim putem ("Pray Nightfall", "Self-Obsessed") su podjednako iritantno prosječne i otkrivajuće u pogledu ograničenja sastava u pop-glazbi kao i uvijek te plemensko bubnjanje koje se čuje na naslovnoj pjesmi ispada posebno bolno. Ipak, za [...] grupu metal obožavatelja, zadnja je uvreda sačuvana za kraj putem mlake obrade "Small Town Boya" Bronski Beata. Iako je premisa više uvredljiva od samih rezultata, istina je da Paradise Lostov cjelokupni neiznenađujući aranžman za pjesmu  (koji je napravljen zbog komercijalnog očaja; sličnu je stvar učinilo i stotinjak drugih metal sastava koji su zadnjih godina obrađivali hitove novog vala), kao i njena blijeda izvedba, jednostavno ne zvuči uvjerljivo. I nažalost, teško je oprostiti bilo kakvu vrstu komercijalizacije unutar metal svijeta, stoga svi vi koji tako mislite o modernom Paradise Lostu, Symbol of Life vas neće natjerati da se predomislite."

## Zasluge
| Paradise Lost - Nick Holmes – vokali - Greg Mackintosh – solo gitara, klavijature, programiranje - Aaron Aedy – ritam gitara - Stephen Edmondson – bas-gitara - Lee Morris – bubnjevi Dodatni glazbenici - Lee Dorrian – dodatni vokali (na pjesmi 2) - Rhys Fulber – klavijature, programiranje - Devin Townsend – dodatni vokali (na pjesmi 3) - Jamie Muhoberac – dodatne klavijature (na pjesmama 1, 2, 4 i 11) - Chris Elliott – klavir (na pjesmama 8 i 10), aranžman gudačkog orkestra (na pjesmama 8 i 10) - Joanna Stevens – dodatni vokali (na pjesmama 2, 5 i 7) | Ostalo osoblje - Rhys Fulber – produkcija - Greg Reely – snimanje, miksanje - Ewan Davies – inženjer zvuka (pomoćni) - Will Bartle – inženjer zvuka (pomoćni) - Bart – inženjer zvuka (pomoćni) - Carmen Rizzo – dodatno snimanje - Chris Potter – dodatno digitalno uređivanje - Kai Blankenberg – mastering - Dirk Rudolph – naslovnica, ilustracije - Olaf Heine – fotografija - Nick Veasey – fotografija |